# Eugene Joseph
Eugene Joseph (* 8. Oktober 1958 bei Madurai, Tamil Nadu, Indien) ist ein indischer Geistlicher und römisch-katholischer Bischof von Varanasi.

## Leben
Eugene Joseph studierte am St. Charles Seminary in Nagpur und empfing am 10. April 1985 das Sakrament der Priesterweihe für das Bistum Varanasi. Nach der Priesterweihe erwarb er weitere Hochschulabschlüsse in Erziehungswissenschaft an der Gorakhpur University in Varanasi, in englischer Sprache an der Mahatma Gandhi K.V. University in Varanasi und einen Master of Business Administration an der Townsend School of Business in New York City.
Nach Kaplansjahren wurde er 1989 Subregens am Knabenseminar und leitete ab 1990 das St. John Inter-College in Varanasi. Ab 1997 war er zusätzlich Pfarrer einer Pfarrei in Ghazipur und auf diözesaner Ebene für Erziehungs- und Finanzfragen verantwortlich. Ab 2001 leitete er das Seelsorgezentrum der regionalen Bischofskonferenz mit Sitz in Varanasi. Nach einem Studienaufenthalt in New York in den Jahren 2006 bis 2008 wurde er Direktor des diözesanen St. Mary’s Hospital und der angeschlossenen Krankenpflegeschule in Varanasi.
2012 ernannte ihn Bischof Raphy Manjaly zum Generalvikar. Seit Dezember 2013 verwaltete er das Bistum Varanasi während der Sedisvakanz als Diözesanadministrator.
Am 30. Mai 2015 ernannte ihn Papst Franziskus zum Bischof von Varanasi. Die Bischofsweihe spendete ihm der Apostolische Nuntius in Indien, Erzbischof Salvatore Pennacchio, am 24. August desselben Jahres. Mitkonsekratoren waren der Erzbischof von Bombay, Oswald Kardinal Gracias, und der Erzbischof von Agra, Albert D’Souza.